# Obrostka letnia
Obrostka letnia, obrostka pospolita (Dasypoda hirtipes) – gatunek pszczoły z rodziny spójnicowatych (Melittidae).

## Wygląd
Samica posiada na tylnych nogach gęste włoskowe szczoteczki barwy pomarańczowożółtej. Ich wielkość wyróżnia ten gatunek (i pozostałych przedstawicieli rodzaju) spośród innych pszczół zbierających pyłek w szczoteczki na nogach. Do gęsto owłosionych nóg nawiązują nie tylko oba człony gatunkowej nazwy łacińskiej, ale również nazwa angielska - pantaloon bee. Tylne nogi samca również są porośnięte stosunkowo długimi, odstającymi włoskami, które są jednak rzadsze niż u samicy.
W 2016 roku z obrostki letniej został wyodrębniony drugi, bardzo podobny gatunek, Dasypoda morawitzi. Oba są spotykane w Polsce.

## Biologia
Pszczoła samotna. Dorosłe osobniki latają od czerwca do początku września. Gniazda są zakładane w ziemi i zaopatrywane przez samicę w nektar i pyłek. Głębokość gniazda wynosi zwykle około 40-60 cm (choć zdarzają się zarówno gniazda o głębokości przekraczającej metr, jak i takie z komórkami gniazdowymi znajdującymi się płycej niż 25 cm). Składa się ono z głównego korytarza, od którego w dystalnej części odchodzą boczne korytarze, każdy zakończony komórką gniazdową, w której rozwija się jedna larwa; łącznie w ukończonym gnieździe jest zwykle 7-8 komórek. Obrostka letnia jest specjalistką pokarmową, zbierając pyłek z przedstawicieli rodziny astrowatych, w szczególności z cykorii podróżnik. 

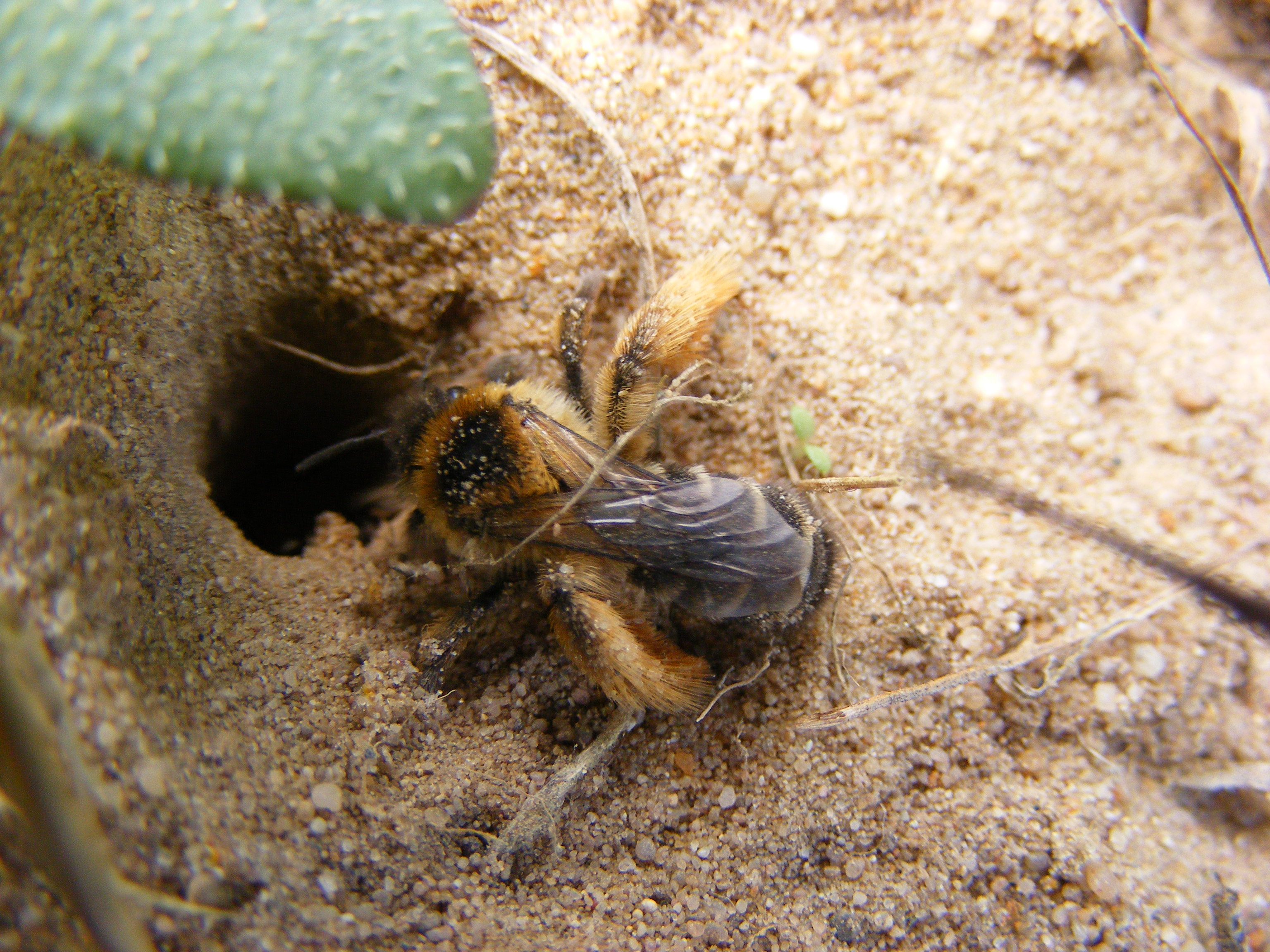
Samica przy gnieździe
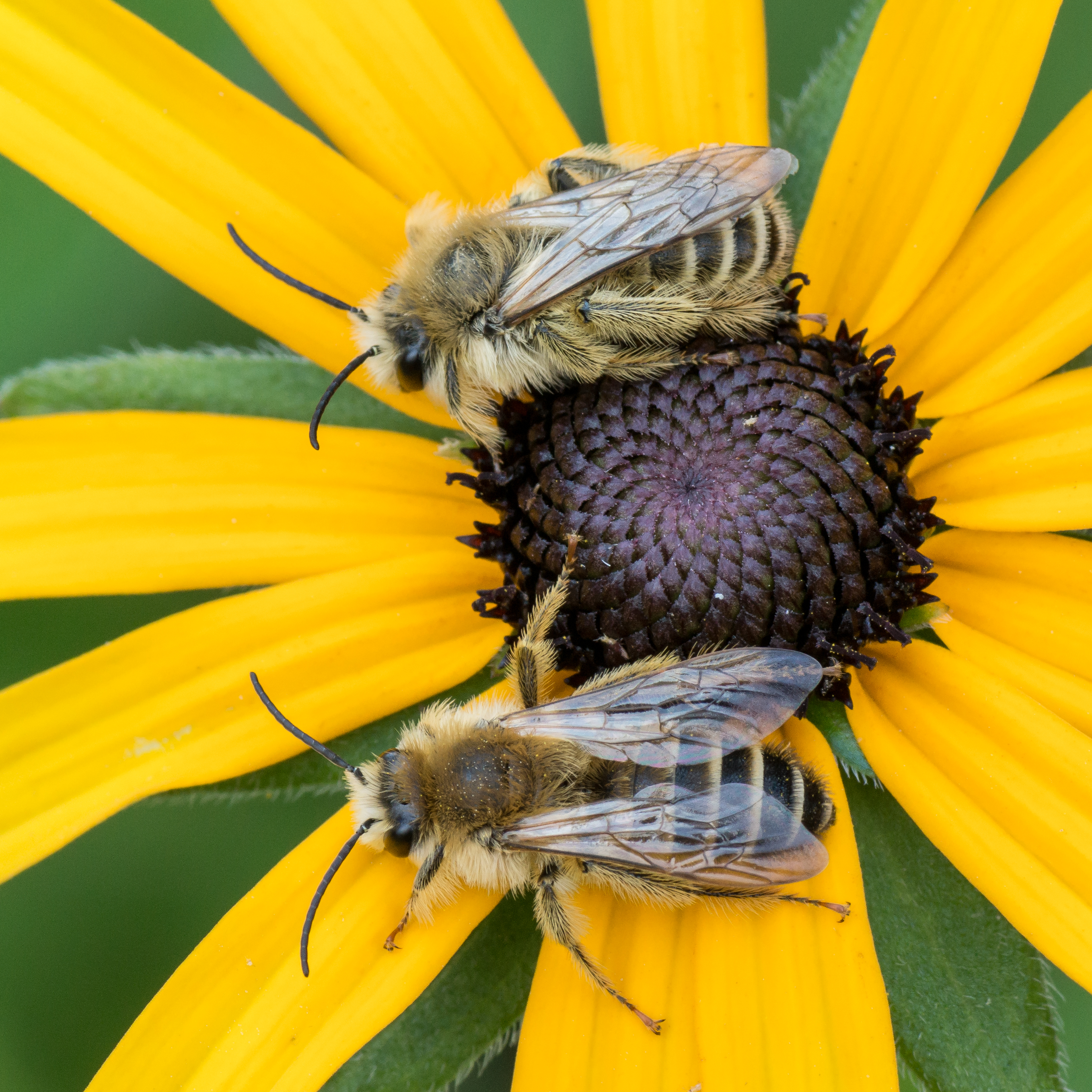
Dwa samce